# Andrea Pereira
 (juillet 2019).
Pour les articles homonymes, voir Pereira.
Andrea Pereira Cejudo, née le 19 septembre 1993 à Barcelone, est une footballeuse internationale espagnole qui joue au poste de défenseur avec l'équipe d'Espagne et le Club América. Elle remporte la Ligue des champions avec le FC Barcelone en 2021, une première pour le club.

## Biographie

### En club
Andrea Pereira joue avec le RCD Espanyol entre 2011 et 2016. Avec ce club, elle remporte la Coupe de la Reine en 2012.
En 2016, elle rejoint l'Atlético de Madrid, avec qui elle remporte deux championnats d'Espagne (2017 et 2018).
En 2018, elle signe avec le FC Barcelone. Elle y reste 4 saisons, pendant lesquelles elle remporte tous les trophées avec le club. Elle gagne notamment la Ligue des champions en 2021, en réalisant un triplé historique championnat, coupe et Ligue des champions. 
Elle quitte le club et l'Europe, en manque de temps de jeu, à l'été 2022 pour rejoindre le Mexique. Elle signe pour le club América de Mexico.

### En équipe nationale
Avec l'équipe d'Espagne, elle participe à la Coupe du monde 2019 organisée en France. L'Espagne s'incline en huitièmes de finale, après avoir fait forte impression face aux États-Unis.
En 2022, elle participe au Championnat d'Europe en Angleterre. L'Espagne est éliminée en prolongations par l'Angleterre en quarts de finale.

## Palmarès
- RCD Espanyol :
  - Vainqueur de la Coupe de la Reine en 2012
  - Vainqueur de la Coupe de Catalogne en 2013

- Atlético Madrid :
  - Championne d'Espagne en 2017 et 2018
  - Finaliste de la Coupe de la Reine en 2017 et 2018
- FC Barcelone :
  - Championne d'Europe en 2021
  - Championne d'Espagne en 2020 et 2021
  - Vainqueur de la Coupe de la Reine en 2020 et 2021
  - Vainqueur de la Supercoupe d'Espagne en 2020

- Espagne :
  - Vainqueur de l'Algarve Cup en 2017